# Mista'arvim
Ne doit pas être confondu avec Moustarabim.

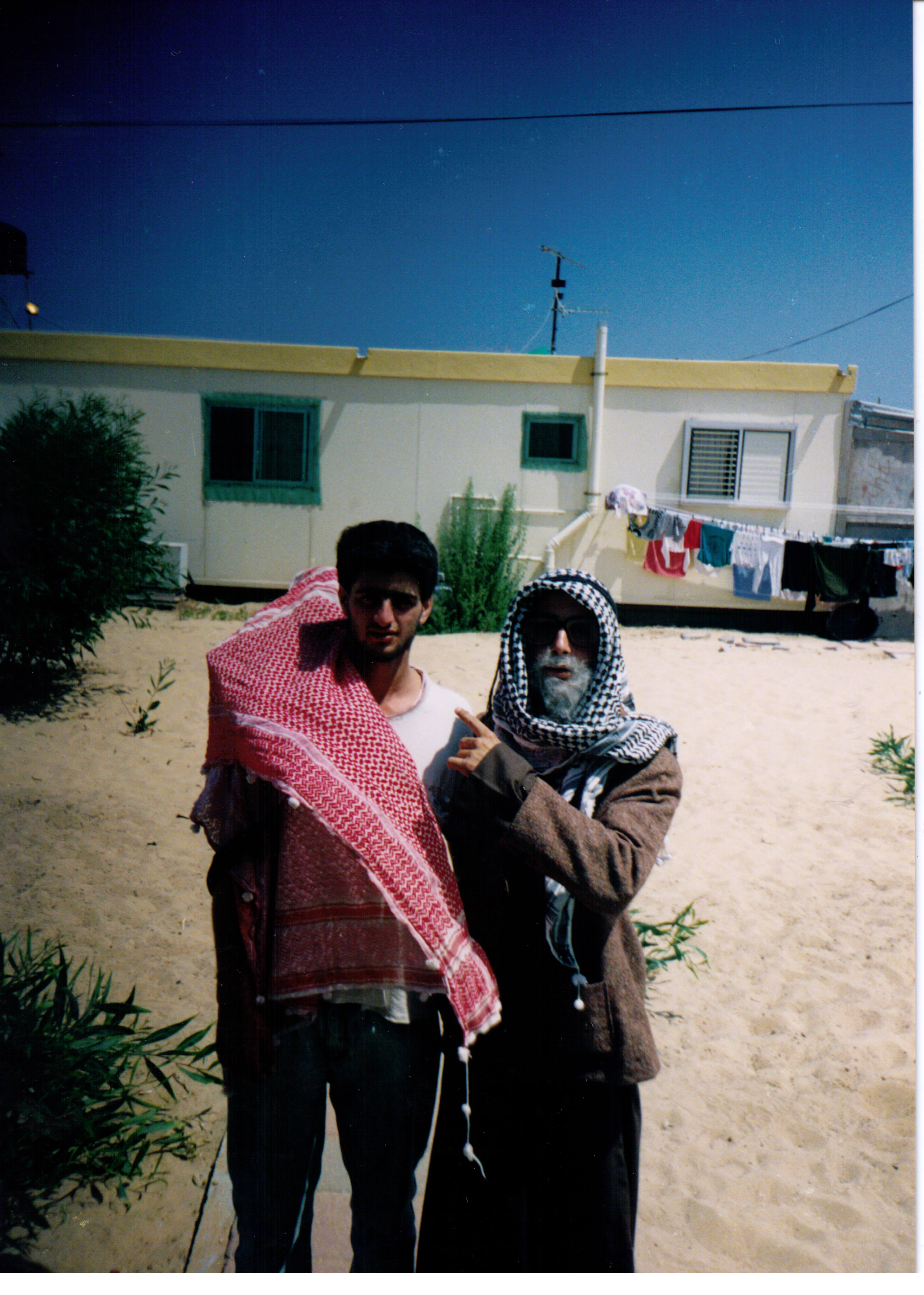
Daniel Doron, un soldat israélien de l'unité Shimshon, qui a été tué alors qu'il servait dans l'unité, accompagné d'un autre soldat, déguisé en bazzi arabe.

Mista'arvim (hébreu מסתערבים, lit. arabisés; arabe مستعربين, Mustaʿribīn), est le nom donné en Israël à certaines unités de forces spéciales de l'armée de défense d'Israël et de la police aux frontières israélienne dont les membres sont spécifiquement formés à se fondre dans la population arabe, de manière à pouvoir mener à bien leurs opérations en territoire palestinien. Les actions menées sont courtes, de l'ordre de quelques heures.

## Unités connues

### Anciennes unités
- Le Département arabe – une unité du Palmah dont les soldats procédaient à ce type d'opérations.
- Sayeret Shaked – une unité d'élite de l'armée israélienne qui opérait dans la bande de Gaza dans les années 1970.
- Shimshon (unité 367), elle opérait dans la bande de Gaza, elle a été supprimée en 1994 à la suite des accords d'Oslo.
- L'unité Hermesh  qui opérait en Cisjordanie jusqu'en 1994. Elle a ensuite été englobée dans la brigade brigade Kfir.

### Unités actuelles
- Douvdevan (unité 217), qui opère en Cisjordanie
- Yamam de la police aux frontières israélienne.
- Masada – une unité d'élite du service des prisons d'Israël spécialisée, entre-autres, dans ce type d'opérations.

## Crédits
- (en) Cet article est partiellement ou en totalité issu de l’article de Wikipédia en anglais intitulé « Mista'arvim » (voir la liste des auteurs).